# Noon Meem Rashid
Nazar Mohammed Rashid (Gujranwala, Punjab, 1 de agosto de 1910 – Londres, 9 de octubre de 1975), conocido como Noon Meem Rashid o N.M. Rashid, poeta en urdu.
Hizo un máster de economía en the Government College Lahore. Trabajó para la ONU y se retiró al Reino Unido en 1973, más tarde moriría en Londres en 1975. Su primer poemario de verso libre Mavra, se publicó en 1940 y lo convirtió en un pionero de la literatura en urdu.

## Poemarios
- Mavra
- Iran Main Ajnabi
- La Musawi Insan
- Guman ka Mumkin